# Konditori Valand

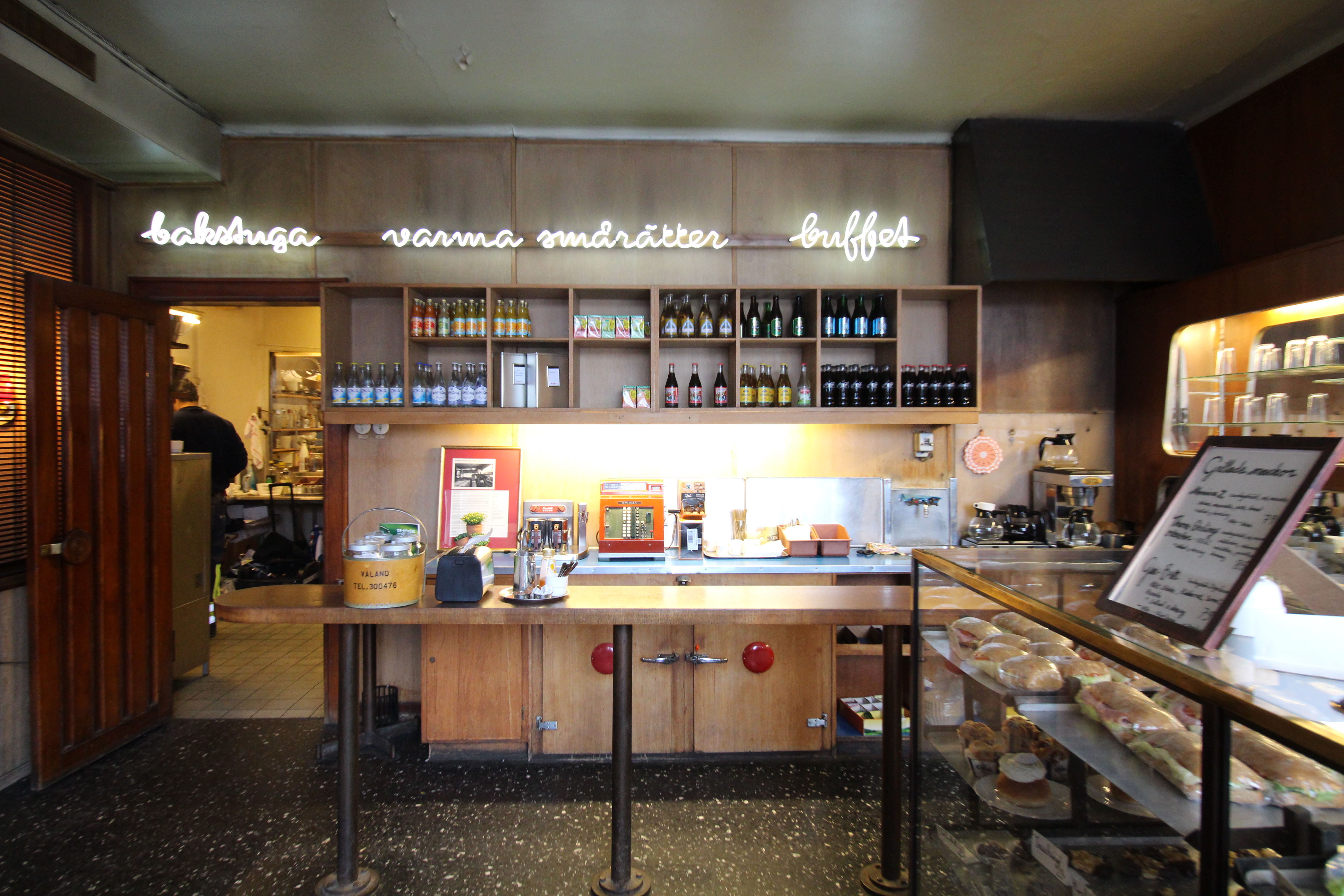
Konditori Valand, februari 2016

Konditori Valand var ett kafé och konditori beläget på Surbrunnsgatan 48 i centrala Stockholm. Konditori Valand öppnade i april 1954 och stängde för gott 2018. Valand drevs under 60 år av grundaren Stellan Åström tillsammans med Magdalena Åström. Magdalena Åström växte upp som överklassflicka i Berlin, kom till Stockholm som flykting med sin syster från nazi-Tyskland och träffade Stellan helt ung. Innan Stellan Åström förvärvade lokalerna på Surbrunnsgatan drev han ett annat konditori, med samma namn, vid Vanadisplan i Vasastan. Det gamla kaféet hade uppkallats efter ett kvartersnamn. Sedan ett skadestånd utbetalats till Åström för skador han ådragit sig på hörseln under militärtjänst, kunde han öppna det nya Konditori Valand i lokalerna på Surbrunnsgatan 48.
Lokalerna, som alltjämt bar 1950-talsprägel, utformades och möblerades av Stellan Åström. Till inredningen hörde en brun väggpanel i teak, av märket Royal board, lampetter från Svenskt Tenn, skinnklädda stolar och teakbord. Neonslingor av Ruben Morne prydde Valands konditoriavdelning. En lamellvägg skiljde konditoriavdelningen från kaffeserveringen.
Omgivet av biografer upplevde Konditori Valand en storhetstid under 1950-talet, varefter en nedgångsperiod inleddes under 1960-talet då innerstadens befolkning minskade samtidigt som TV:s genombrott föranledde ändrade kvällsvanor. Konditori Valand mötte förändringarna med personalneddragningar och minskat öppethållande.
Efter Åströms död såldes caféet men drogs under en tid med dålig lönsamhet. I september 2018 stängde Cafe Valand efter att de nya ägarna på kort tid utsatts för upprepad vandalisering av skyltfönstren.
Konditorilokalerna har använts vid reklamfotografering och filminspelning. Scener inspelade på Valand återfinns till exempel i långfilmerna Monica Z, Gentlemen, Mannen på balkongen samt i tv-serierna Ramona, Silvermannen och Vår tid är nu. Delar av Gun-Britt Sundströms roman Maken utspelar sig på Konditori Valand, något en skylt på fasaden vittnar om.
Stamkunden Per Faxneld tog vid stängningen initiativ till att köpa, montera ned och lagra hela konditoriets inredning. I januari 2020 stod det klart att delar av Valands inredning kommer att få inreda den nyrenoverade Bio Aspen som planerade att öppnas i Aspudden i södra Stockholm under hösten 2020.

## Galleri

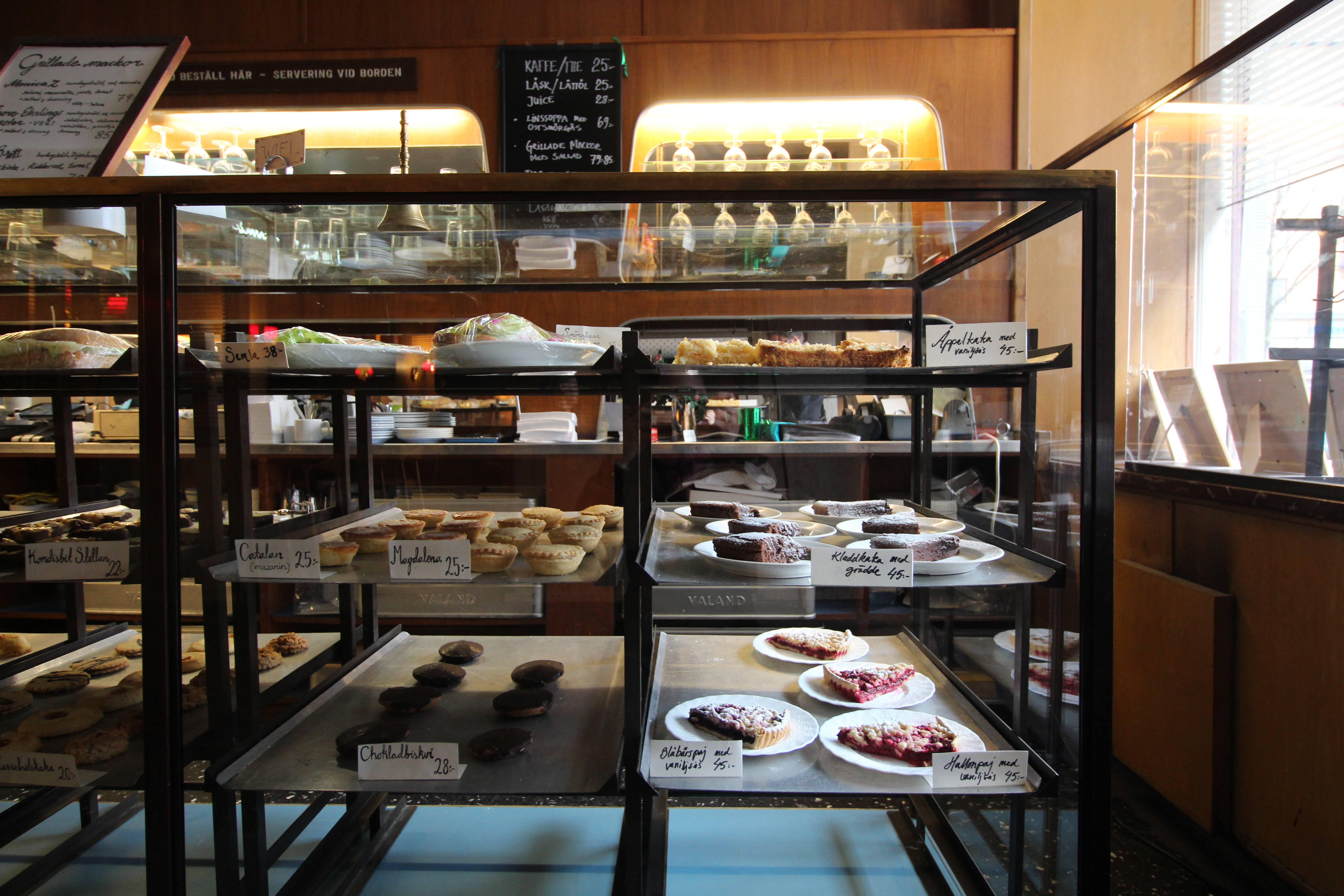
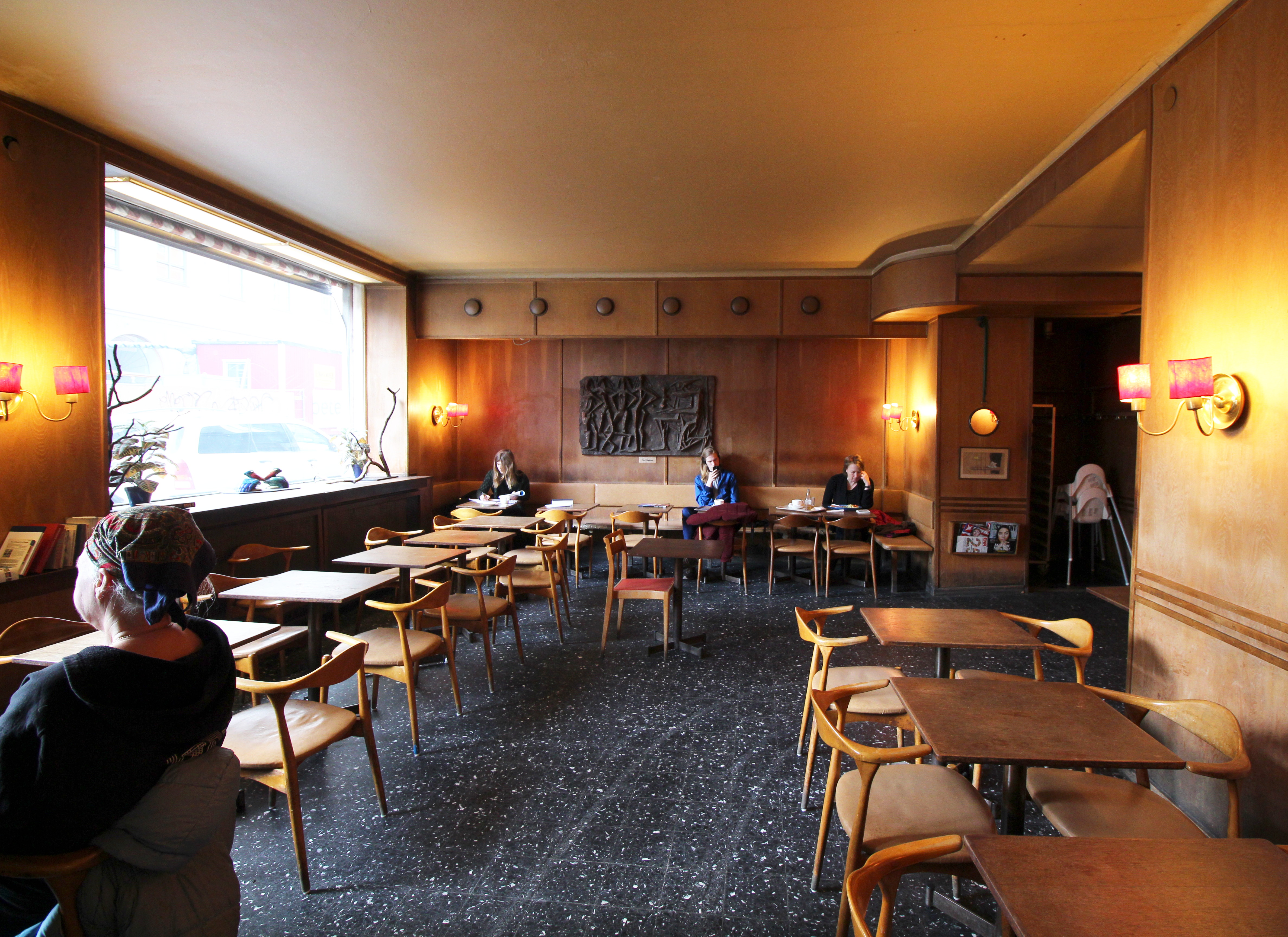
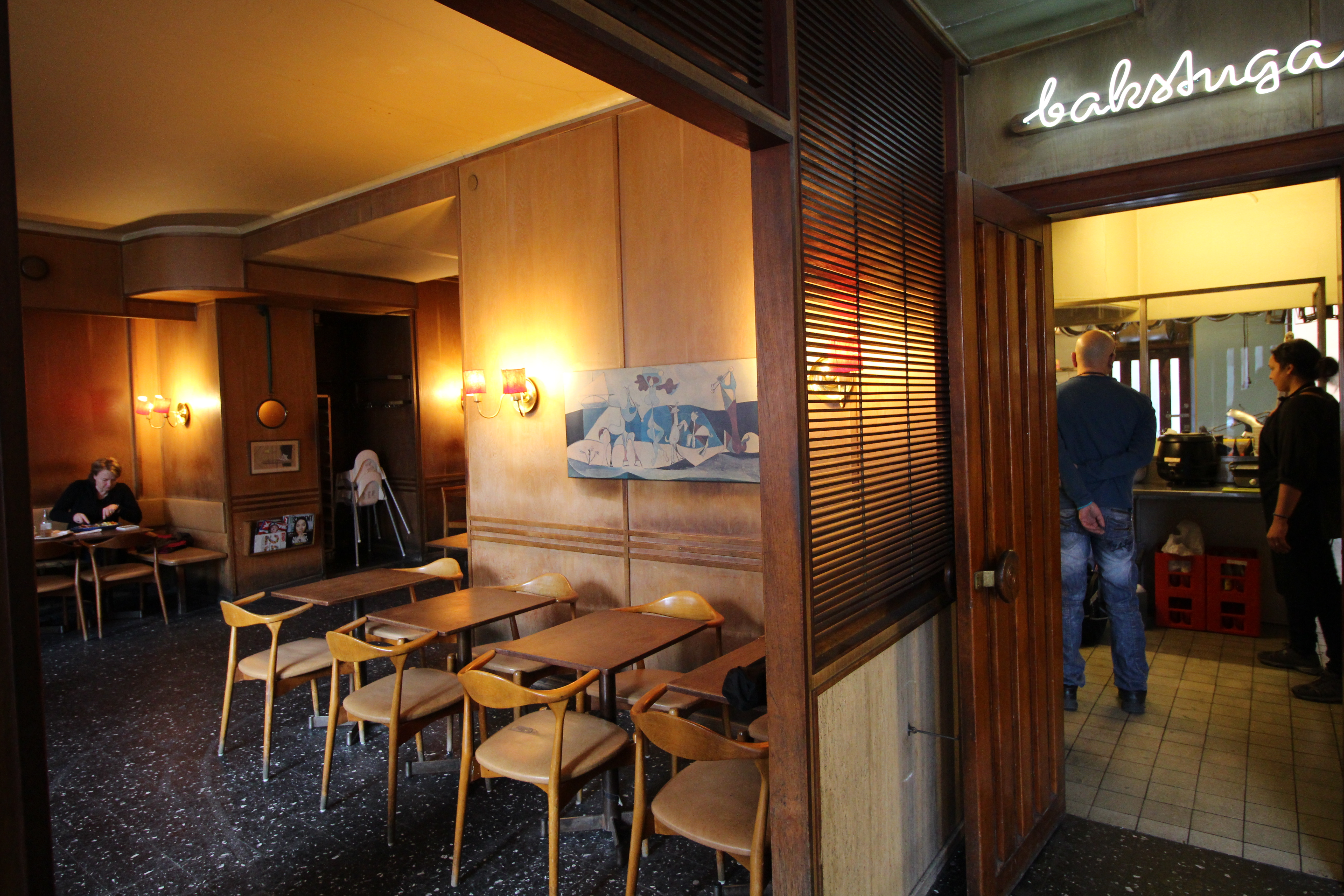
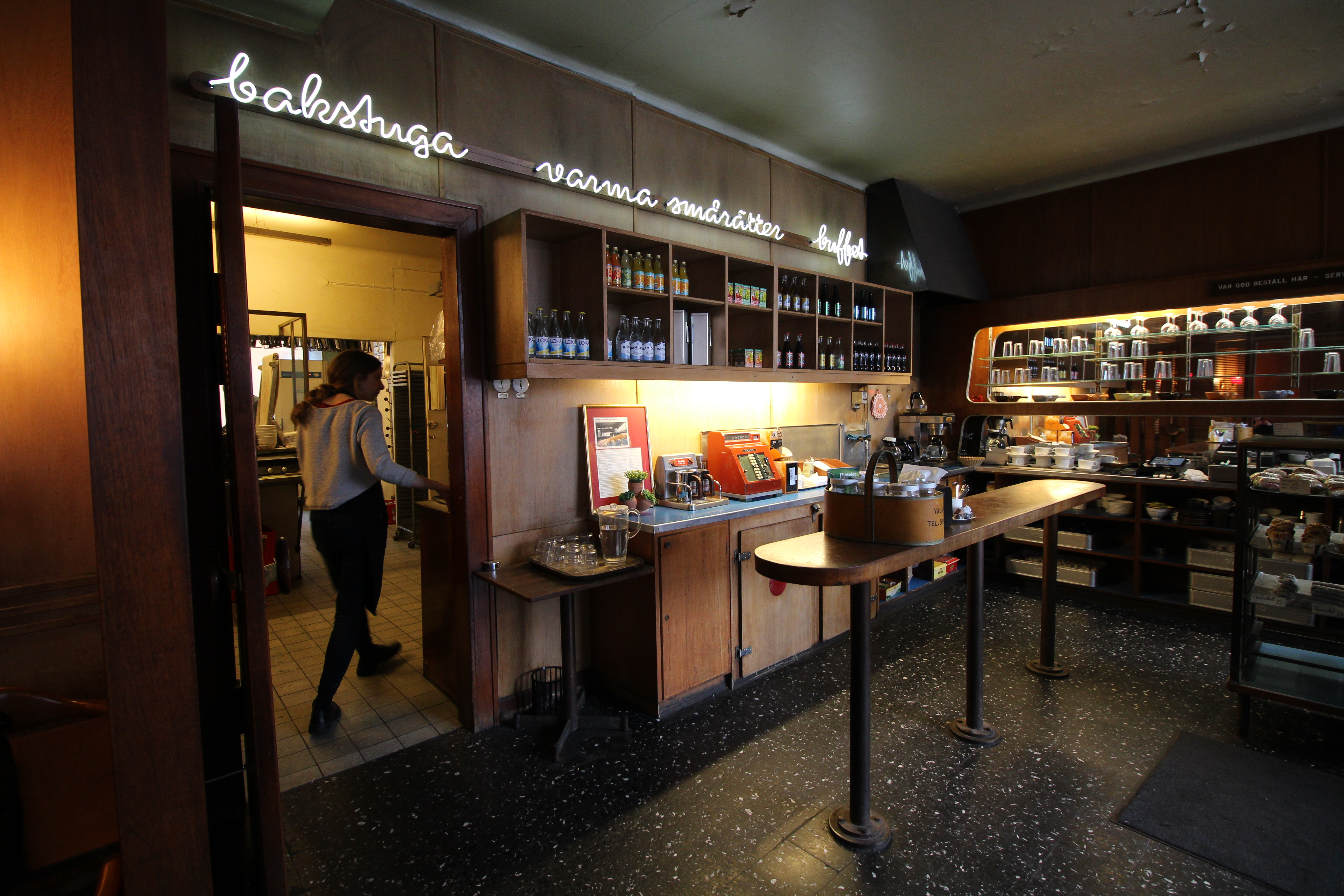